# ハインリヒ・フォッケ
ハインリヒ・フォッケ（Henrich Focke、1890年10月8日 - 1979年2月25日）は、ドイツ出身の航空機技術者、工学博士。航空機メーカー・フォッケウルフ共同設立者の1人である。

## 前半生
ハインリヒ・フォッケは1890年10月8日にブレーメンで生まれ、ハノーファーで学んだ。そこで1911年にゲオルク・ウルフ（Georg Wulf）と知り合った。フォッケは1909年には既にグライダーを、その1年後に最初のエンジン付き航空機 コルトホフ=フォッケ A III（Kolthoff-Focke A III）製作した。A III機は飛行するにはアンダーパワー過ぎ、次のモデルのA IVが1912年に飛行したのが彼の最初の動力飛行であった。1914年にフォッケとゲオルク・ウルフはフォッケウルフA VIを製作した。
1914年にフォッケとウルフは2人とも軍務に召集された。フォッケは心臓の疾患により兵役を猶予されたが最終的には歩兵連隊に徴兵された。東部戦線で戦った後、フォッケはドイツ帝国陸軍航空隊に転籍した。
1920年にフォッケは工学の博士号をとり立派な成績で卒業した。彼の最初の仕事はブレーメンのフランケ社で水性ガスシステムの設計者としての勤務であった。これと同時にフォッケは自身の航空機の実験を続け、彼はウルフと共にA VI機からエンジンを流用して新しいA VII機を製作した。

## フォッケウルフ
1923年にウルフ、ヴェルナー・ノイマン博士（Dr. Werner Neumann）とフォッケはフォッケウルフ航空機製造（Focke-Wulf-Flugzeugbau GmbH）を共同で設立したが、1927年にウルフはフォッケウルフ F19エンテ 先尾翼機の事故で死去した。
1930年にフォッケはダンツッヒ工科大学から席を用意され、名誉なことではあったが辞退した。1931年にはフォッケはブレーメン市から「博士」の称号を授与され、同年フォッケウルフ社はアルバトロス航空機製造（Albatros Flugzeugwerke）と合併した。
フォッケウルフは1933年からフアン・デ・ラ・シエルバのオートジャイロをライセンス生産しており、フォッケはこれに触発されて世界最初の実用的なヘリコプターであるフォッケウルフ Fw 61を設計した。Fw 61は1936年6月26日に初飛行を行った。
1936年にフォッケは株主からの圧力でフォッケウルフを追い出された。放逐の理由はナチ体制がフォッケを「政治的に信用できない」と判断したためであったが、これによりフォッケウルフ工場の生産能力をメッサーシュミットBf109の生産に充てることができるという理由があったと信じられている。フォッケウルフはAEGに買収されたが、その直後にFw 61ヘリコプターに感銘を受けたドイツ航空省はフォッケにヘリコプター開発専門の新会社を設立することを勧め、700 kg (1,500 lb)のペイロード能力を持つヘリコプターの要求仕様を発行した。

## フォッケ・アハゲリス
1937年4月27日にフォッケはパイロットのゲルト・アハゲリスと共同でフォッケ・アハゲリスを設立し、1938年にデルメンホルストで開発作業を始めた。

## 戦後
1945年9月1日にフォッケはフランスのSNCASEと契約し同社のSE-3000旅客ヘリコプターの開発を助けた。この機はフォッケ・アハゲリス Fa 223 ドラッヘを基にしており1948年に初飛行した。
1950年にフォッケはヴィルヘルムスハーフェンの北ドイツ自動車会社（Norddeutsche Fahrzeugwerke）の設計者として働き始めた。
1952年にフォッケと以前の彼の設計チームは、ブラジルの中央航空技術研究所（CTA、Centro Técnico Aeroespacial、当時の空軍技術センター）に雇われ、そこで戦時中のフォッケ・アハゲリス Fa 269の流れを強く汲んだ固定翼垂直離着陸機の「コンヴェルティプラーノ」（"Convertiplano"）を開発し、元BMWの変速機の専門家であるブッスマン（Bussmann）も雇い入れた。コンヴェルティプラーノの胴体と主翼は、アルゼンチンに1機だけ販売見本として納入されたと信じられているスーパーマリン スピットファイア Mk 15のものを流用していた。元々コンヴェルティプラーノ用に選定されていたアームストロング・シドレー ダブル・マンバ エンジンの供給を英国が拒否したため、代わりにロッキード コンステレーションで使用されていた2200 hpのライト R-3350 エンジンを機体中央に搭載するように設計変更された。この変更により重量と振動の増加に対応して変速機を再設計する必要が出てきた。約40名の技術者と800万米ドルがこの計画につぎ込まれ、300回以上の離陸を記録した。
CTAで働いている間にフォッケは1954年から複座軽ヘリコプターのBF-1 Beija-Flor（ハチドリ）の開発も行い、本機は1959年1月22日にサン・ジョゼ・ドス・カンポスで初飛行を行った。BF-1はセスナ CH-1に似た設計で、機首に搭載した225hpのコンチネンタル E225 エンジンが前部座席の間を垂直に貫通したシャフトを通してローターを回転させていた。剥き出しの鋼管構造の尾部ブームには1対の尾翼と小径の尾部ローターが付いていた。BF-1から発展したBF-2は1959年1月1日に初飛行を行い、事故で破損するまで更なる試験飛行を続けた。その後のBeija-Florに対する開発作業は諦められたと思われる。
1956年にフォッケはドイツに帰国し、ブレーメンのボルクヴァルトで3人乗りの「コリブリ」（"Kolibri"、ハチドリ）という名のヘリコプターの開発を始め、1958年に初飛行させた。ボルクヴァルト在籍中にフォッケは、ブレーメン中心部にある使用されなくなったハンガー内に風洞を立ち上げた。この風洞は1997年に再発見され、現在はフォッケを顕彰した博物館の目玉となっている。
1961年ボルクヴァルトが経営破綻した後、フォッケはブレーメンのVereinigte Flugtechnische Werke（VFW）とドイツ航空宇宙センターの技術コンサルタントになった。1968年ハワード・N・ポッツ・メダル受賞。
ハインリヒ・フォッケの最後の研究所の興味深い情報がここで見ることができる。Fockes historical flight-lab